# Les Bronzés
Pour les articles homonymes, voir Les Bronzés (homonymie).
Série Les Bronzés
Les Bronzés font du ski
(1979)
Pour plus de détails, voir Fiche technique et Distribution.
Les Bronzés est un film français écrit et interprété par la troupe du Splendid, réalisé par Patrice Leconte, sorti le 22 novembre 1978.
Le scénario du film est l'adaptation d'une pièce de théâtre, Amours, Coquillages et Crustacés de mars 1977, parodie des clubs de vacances du type Club Méditerranée.
Les Bronzés remporte un succès correct à sa sortie en salles (2,2 millions d'entrées) et devient, au fil du temps, un classique du cinéma populaire français.

## Synopsis
1978. Gigi, Jérôme, Christiane, Jean-Claude et Bernard arrivent en même temps à Galaswinda, le club Med d'Assinie en Côte d'Ivoire, avec chacun son caractère bien différent.
C'est un club de vacances, où l'on paie avec des perles que l'on porte en collier et où on bénéficie d'une succession d'animations et des loisirs partagés gérés par des gentils organisateurs (G.O.) pour les « gentils membres » (clients). Bernard vient retrouver son épouse Nathalie, installée au village depuis déjà une semaine. Popeye, chef des sports, Bobo et Bourseault, animateurs, les accueillent.
Immédiatement, des affinités s'installent dans le petit groupe, où chacun est venu dans l'espoir de faire de nouvelles conquêtes. Bernard et Nathalie décident tous deux de prendre des amants, tandis que Jérôme, médecin, et Jean-Claude se mettent à draguer (avec plus d'échecs que de réussite). Gigi trouve l'amour auprès de Bourseault, tandis que Christiane enchaîne les râteaux.
Mais un grave incident marque la fin de séjour, puisque Bourseault, l'amour de Gigi, meurt subitement piqué par une raie. À la suite de cela, Nathalie et Bernard décident d'arrêter de jouer après que Jean-Claude a tenté de la draguer, tandis que Bobo démissionne.

## Fiche technique
- Titre original et québécois : Les Bronzés[4]
- Réalisation : Patrice Leconte
- Scénario : La troupe du Splendid et Patrice Leconte, d'après la pièce Amour, Coquillages et Crustacés du Splendid
- Musique : Michel Bernholc
- Décors : Jacques d'Ovidio
- Costumes : Cécile Magnan
- Photographie : Jean-François Robin
- Son : Paul Lainé, Maurice Gilbert, Martine Rousseau
- Montage : Noëlle Boisson
- Production : Yves Rousset-Rouard
- Sociétés de production[5] : Trinacra Films
- Sociétés de distribution : Compagnie Commerciale Française Cinématographique (CCFC)
- Pays d'origine :  France
- Langue originale : français
- Format[6] : couleur (Eastmancolor) - 35 mm - 1,66:1 (VistaVision) - son Mono
- Genre : comédie
- Durée : 98 minutes[7]
- Dates de sortie[8] :
  - France : 22 novembre 1978
- Classification[9] :
  - France : tous publics[10]
- Affiche : René Ferracci (France)

## Distribution
- Josiane Balasko : Nathalie Morin, la femme de Bernard
- Michel Blanc : Jean-Claude Dusse
- Thierry Lhermitte : Robert Lespinasse alias Popeye, le prof de gymnastique
- Gérard Jugnot : Bernard Morin, le mari de Nathalie
- Christian Clavier : le docteur Jérôme Tarayre
- Marie-Anne Chazel : Gisèle André alias Gigi
- Michel Creton : André Bourseault, un animateur surnommé « bip bip »
- Martin Lamotte : Miguel Weissmuller, un animateur
- Dominique Lavanant : Christiane
- Bruno Moynot : l'homme au slip noir
- Luis Rego : Georges Pelletier alias Bobo, un animateur
- Guy Laporte : Marcus, le chef du village
- Michel Such : le gros Lenny
- Yvon Brexel : le cuisinier
- Mirella Rancelot : la fille de la cuisine
- Greta Vlietinck : L'Allemande
- John Pepper : l'homme italien
- Doris Thomas : la grande Allemande
- Hélène Aubert : Anne-Marie, une animatrice
- Patricia Raux
- Pascale Deneu
- Marion Lanez
- Sylvie Obry
- Suzanne Wahlgren

## Personnages
- Bernard Morin (Gérard Jugnot) : vient retrouver sa femme Nathalie (Josiane Balasko) qui est dans ce club depuis une semaine. Chacun des deux trompe son partenaire, mais le fait de manière ouverte, dans une forme de compétition.
- Jean-Claude Dusse (Michel Blanc) : un célibataire maladroit venu davantage dans ce club pour faire des rencontres que pour se reposer. Il est également amateur de solfège et joueur d'harmonica. Il est ceinture orange de karaté.
- Jérôme (Christian Clavier) : un médecin. Il est sans cesse dérangé mais ne perd jamais une minute pour draguer.
- Gigi (Marie-Anne Chazel) est une jeune femme un peu naïve qui cherche l'amour.
- Christiane (Dominique Lavanant) : une esthéticienne venue de province, qui souhaiterait rencontrer quelqu'un.
- Popeye (Thierry Lhermitte) : de son vrai nom Robert Lespinasse, le seul à ne pas venir au club, puisqu'il y est animateur annuel. Dragueur invétéré, il trompe constamment sa femme mais ne supporte pas que celle-ci ait une liaison, il lui arrive aussi de manquer parfois de confiance en lui.
- André Bourseault (Michel Creton) : un animateur comique qui prend plaisir à faire rire tous les participants. Il est le seul personnage à connaître une fin tragique (il meurt piqué par une raie).
- Bobo (Luis Rego) : un autre animateur, de son vrai nom Georges Pelletier. Il n'apparaîtra pas dans les deux volets suivants.
- Marius (Guy Laporte) : le chef du village.
- Miguel Weissmuller (Martin Lamotte) : un autre animateur qui donne des cours de dessin.
- L'Homme en slip noir (Bruno Moynot) : un vacancier dont les raisons de venue dans ce club sont assez mystérieuses. Il ne s'amuse jamais et est toujours en colère.

## Production

### Préproduction
L'idée de transformer la pièce Amours, coquillages et crustacés en film vient du producteur Yves Rousset-Rouard, qui est l'oncle de Christian Clavier. Les membres de la troupe du Splendid le choisissent pour réaliser le film. Cependant Rousset-Rouard ne souhaite pas conserver le titre de la pièce pour l'adapter au cinéma. Il suggère alors Les Bronzés.
Après avoir pensé à Charles Nemes dans un premier temps, la troupe choisit finalement Patrice Leconte, dont ils avaient beaucoup aimé le film Les vécés étaient fermés de l'intérieur pour réaliser le film, souhaitant apporter un regard neuf sur leur aventure.
Le personnage de Bourseault est inspiré de Michel Leeb, que la troupe du Splendid a rencontré en Grèce. Alors que ces derniers faisaient un bide avec leur pièce face à un public étranger (particulièrement des allemands) qui n'y a rien compris, Leeb, lui, cartonnait avec un sketch dans lequel il prononçait Bip Bip et le public répondait Bêêêê !. Ce gag fût inséré directement au personnage interprété par Michel Creton.
L'idée que Bourseault meurt en se faisant piquer par une raie plaît beaucoup aux scénaristes mais certains craignent une irruption du drame dans cette comédie. Toutefois une hypothèse suggère que Bourseault n'est pas réellement mort mais que cette mauvaise blague soit rapportée à Gigi pour que Bourseault puisse se débarrasser d'elle. De même, Yves Rousset-Rouard a demandé que la scène soit coupée mais les membres du Splendid ont eu finalement gain de cause pour la conserver.

### Tournage
Gilbert Trigano, PDG du Club Med, voit d'un mauvais œil la thématique du film reposant sur : « la triple obsession de la nourriture, de l'amusement obligatoire et du sexe, [qui] gouverne le séjour et fait passer l'inconfort relatif des cases », si bien qu'il refuse que le tournage ait lieu dans un de ses villages. La production s’est alors reportée sur un village ivoirien classique, qui se trouve à quelques centaines de mètres à Assouindé. Ce village avec quelques lieux de restauration et quelques buvettes destinés aux Abidjanais le week-end n'était pas destiné à être un club et n'avait aucun hébergement hôtelier. Une déformation du nom est reprise dans la chanson du film, lorsque les membres entonnent « Bienvenue à Galassouinda ». La végétation a plus tard envahi ce village, fermé en 2005, sur fond de crises politiques successives qui ont pénalisé le tourisme en Côte d'Ivoire.
- Lieux de tournage : Assinie,  Côte d'Ivoire[16]

## Bande originale
Le producteur Yves Rousset-Rouard suggère au réalisateur Patrice Leconte, qui cherche une musique d'utiliser la chanson Sea, Sex and Sun de Serge Gainsbourg, parue en juin 1978. Bien que, selon Jacky Jakubowicz, attaché de presse de Gainsbourg à l'époque, cela ne soit pas son univers et son humour, l'auteur-compositeur-interprète, amusé, l'a laissé faire. Mais peu sûr de lui, Gainsbourg se rend discrètement à la première du film à l'automne 1978 Leconte se souvient que le chanteur a « regardé le générique avec sa chanson », ajoutant qu'« il a regardé un peu le début du film, puis il devait avoir quelque chose à faire, il est parti ».
La bande originale comprend une reprise de la chanson de Dalida Darla dirladada, qui date de 1970, dont les paroles ont été modifiées en « Viens nous voir à Galaswinda, darla dirladada / Y a du soleil et des nanas, darla dirladada / On va s'en fourrer jusque-là, darla dirladada / Pousse la banane et mouds l'kawa / Tous les soirs on f'ra la java, darla dirladada / En hurlant "Agadaouba !", darla dirladada (bis) ».

## Autour du film

### Inspiration
Le film reprend la trame, placée cette fois en Afrique, et l'humour plus grinçant de la troupe du café-théâtre Le Splendid, adapté au nouvel humour de la fin des années 1970, qui avait fait le succès vingt ans plus tôt d'une autre comédie mettant en scène des scènes de séduction plus ou moins réussies dans un club de vacances décontractées au bord de la mer. C'était Le Village magique, film franco-italien réalisé par Jean-Paul Le Chanois, sorti en 1955, tourné dans un des villages magiques fondés en 1950 pour les lectrices du magazine Elle, qui sont devenus ensuite le Club Med, après avoir fait connaître les paysages et le potentiel touristique de l'Italie du sud auprès de la clientèle des jeunes touristes français. Patrice Leconte s'inspire aussi du ton de film écrit l'année précédente pour la même bande, par Jean-Marie Poiré, fils d'Alain Poiré, « grand producteur à la firme Gaumont ».
Les gags du films s'inspirent de situations parfois vécues, dans les années 70, au cours desquelles le Club Med est un grand succès sur les plages de l’Afrique et de la Méditerranée et devant les clients duquel se produit régulièrement la troupe du Splendid, encore inconnue, mais dont les acteurs ont gardé des anecdotes, que la troupe a dans un premier temps utilisées pour des scènes devenues culte sa pièce de théâtre « Amour, coquillages et crustacés », au succès remarqué. L'acteur Michel Blanc a déclaré quatre décennies après, dans le documentaire Les Bronzés : les secrets de 40 ans d'amitié et de succès, s’être inspiré de ses propres expériences de rejets avec les femmes sur le plan sentimental, tandis que le rôle de séducteur accompli joué par Thierry Lhermitte s'inspire aussi de son passé.
Dès 1959, un article ironique mais approfondi d'Henry Raymond dans la revue Esprit, avait analysé le fonctionnement social d'un village de cases du Club Med, « un microcosme vécu de la culture de masse » au sein duquel émergent déjà deux catégories de membres bien différents, les « actifs », sportifs et séducteurs et les autres, plus spectateurs et qui les contemplent. En 1976, le Club Med avait lancé une campagne de publicité appelée « Verbes », qu'il décline autour de « rêver », « contempler », « rire », avec des images exotiques et des gros plan de membres en vacances, sur le thème « sea, sex & sun » alors « populaire à l’époque », notamment via le Sea, Sex and Sun de Serge Gainsbourg, mais cette image donnée à l'entreprise, « très stéréotypée va être largement critiquée », en particulier quand sort le film « Les Bronzés » en 1978.